# 阿雷米·富恩特斯
阿雷米·富恩特斯（西班牙語：Aremi Fuentes，1993年5月23日—），墨西哥女子举重运动员。她曾代表墨西哥参加2020年夏季奥林匹克运动会举重比赛，获得女子76公斤级铜牌。